# يمامة مخططة
اليمامة المخططة (بالإنجليزية: Zebra dove)‏ (الإسم العلمي:Geopelia striata) هو أحد أنواع الطيور من عائلة الحماميات ورتبة الحمام، وهي إحدى الطيور طويلة الذيل، تمتاز بلونها البني والرمادي، تألف العيش في الأرياف والبساتين والأراضي القريبة من مصادر المياه في المناطق الممتدة من الملايو مروراً بإندونيسيا إلى أستراليا.
وهو طائر أليف يبلغ طوله 23 سم، وبلون رمادي أحمر على العنق بني من الجهة العليا، أما جانباه فعليهما خطوط سوداء وبيضاء اللون، عيناه رماديان فاتحان، منقاره رمادي اللون أيضاً، وساقاه بنيتان محمرتان، والأنثى أصغر من الذكر قليلاً.